# 13367 Jiří
13367 Jiří là một tiểu hành tinh vành đai chính với chu kỳ quỹ đạo là 2091.0298479 ngày (5.72 năm).
Nó được phát hiện ngày 18 tháng 10 năm 1998.